# Chirocephalus kerkyrensis
Chirocephalus kerkyrensis är en kräftdjursart som beskrevs av Otto Pesta 1936. Chirocephalus kerkyrensis ingår i släktet Chirocephalus och familjen Chirocephalidae. Inga underarter finns listade i Catalogue of Life.